# فاكلاف فينتر
فاكلاف فينتر (بالتشيكية: Václav Winter)‏ (18 أغسطس 1976 ببراغ في التشيك - ) هو لاعب كرة قدم تشيكي في مركز حراسة المرمى. لعب مع سلافيا براغ وFC Vysočina Jihlava ‏ وFK Bohemians Prague (Střížkov) ‏ ونادي كلادنو وAFK Atlantic Lázně Bohdaneč ‏ وSK Spolana Neratovice ‏.

## وصلات خارجية
- فاكلاف فينتر على موقع قاعدة بيانات كرة القدم.إي يو (الإنجليزية)
- فاكلاف فينتر على موقع Soccerway.com (الإنجليزية)